# Überroth-Niederhofen
Überroth-Niederhofen (en Sarrois Ròòt) est un ortsteil de Tholey en Sarre.